# Karl Weyprecht

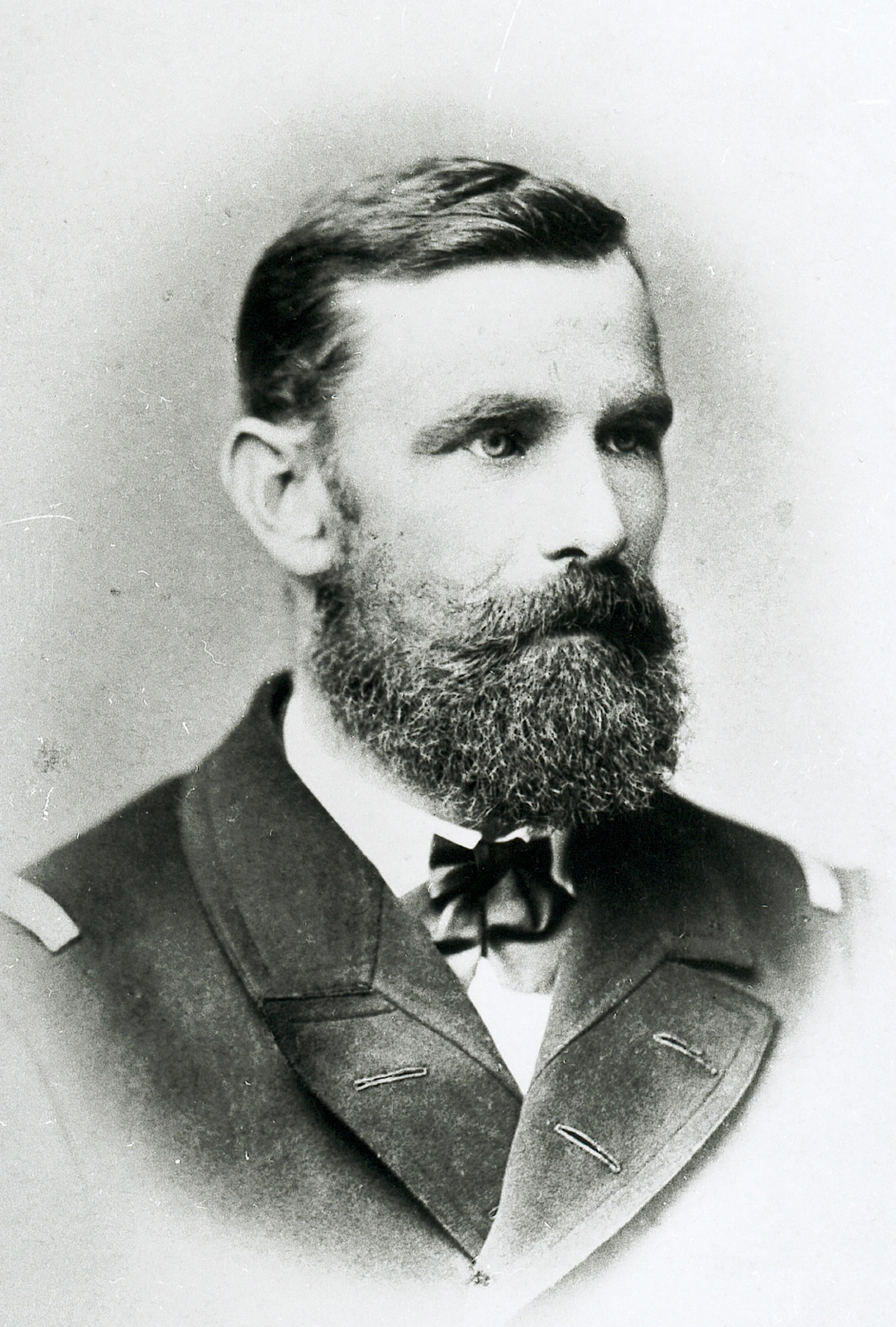
Karl Weyprecht (1838-1881)

Karl Weyprecht (również: Carl Weyprecht; ur. 8 września 1838 w Darmstadt, zm. 29 marca 1881 w Michelstadt) – oficer marynarki wojennej Austro-Węgier, geofizyk, badacz polarny.
Był jednym ze zwolenników austriackiego zaangażowania się w badania polarne. W latach 1868–1870 uczestniczył w austriacko-niemieckiej wyprawie arktycznej na statkach „Hansa” i „Germania”, która u wschodnich wybrzeży Grenlandii osiągnęła 78° szer. geogr. pn., a następnie na północ od Spitsbergenu 81°05′ szer. geogr. pn. W poszukiwaniu Przejścia Północno-Wschodniego w 1871 r. wraz z Juliusem Payerem na statku „Isbjörn” popłynął ponownie w kierunku Spistsbergenu, a następnie ku Nowej Ziemi, osiągając 78°43′ szer. geogr. pn.
Był również głównym inicjatorem podjętej w latach 1872-1874 (znów wraz z J. Payerem) austro-węgierskiej wyprawy arktycznej na statku „Admiral Tegetthoff”, podczas której 30 sierpnia 1873 r. odkryta została Ziemia Franciszka Józefa.